# Trox eversmanni
Trox eversmanni är en skalbaggsart som beskrevs av Krynicky 1832. Trox eversmanni ingår i släktet Trox och familjen knotbaggar. Inga underarter finns listade i Catalogue of Life.